# Egersund

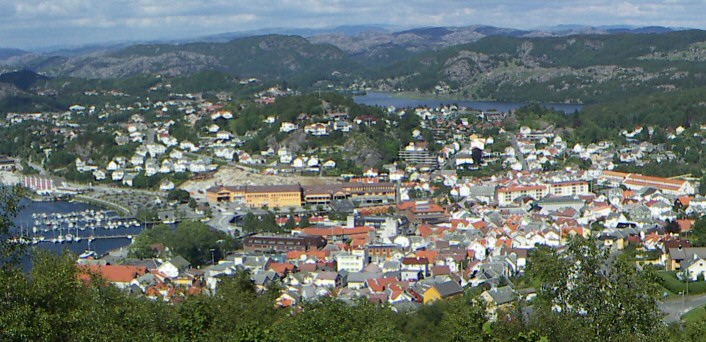
Panorama miasta

Egersund – miasto w Norwegii, w okręgu Rogaland, siedziba gminy Eigersund. W roku 2016 liczyło 11477 mieszkańców.